# Dynasty Warriors 6
Dynasty Warriors 6 (真・三國無双５ Shin Sangoku Musōu 5, Chân Tam Quốc vô song 5) là một trò chơi điện tử thuộc thể loại hack and slash (chặt chém) dựa trên cuốn tiểu thuyết Tam Quốc diễn nghĩa của La Quán Trung cũng như các sự kiện có thật trong lịch sử Trung Quốc thời Tam Quốc. Đây là phiên bản thứ sáu trong dòng game Dynasty Warriors, được hãng Omega Force phát triển và Koei phát hành vào ngày 11 tháng 11 năm 2007 tại Nhật Bản; bản Bắc Mỹ được phát hành vào ngày 19 tháng 2 năm 2008 trong khi ngày phát hành ở châu Âu là ngày 7 tháng 3 năm 2008. Một phiên bản của trò chơi được bán kèm với PlayStation 3 40GB ở Nhật Bản. Dynasty Warriors 6 còn được phát hành cho Windows vào tháng 7 năm 2008. Phiên bản dành cho PlayStation 2 được phát hành vào tháng 10 và tháng 11 năm 2008 tại Nhật Bản và Bắc Mỹ. Bản mở rộng tên gọi Dynasty Warriors 6: Empires đã được công bố tại Tokyo Game Show năm 2008 và phát hành vào tháng 5 năm 2009.

## Lối chơi
Phần này khác biệt hẳn so với các bản trước đây trong dòng game. Một trong những bổ sung quan trọng của trò chơi là hệ thống Renbu, một hướng đi mới giúp nhân vật xây dựng các chiêu combo của họ. Trong phần trước của dòng game này, các chiêu combo bị ảnh hưởng bởi chất lượng của vũ khí nhân vật đang cầm trong tay, nhờ những loại vũ khí mạnh hơn cho phép nhân vật tung ra những cú đánh đầy uy lực, công phu hơn và thời gian ra đòn lâu hơn. Hệ thống Renbu thể hiện bằng một thước đo dần dần sẽ được lấp đầy khi người chơi ra đòn tấn công. Việc đánh và gây sát thương lên đối phương giúp lấp đầy thanh Renbu, để rồi thu được một cấp bậc/cấp độ mới, trong lúc gây sát thương và không tấn công trong một thời gian khiến thanh này bị tụt xuống; nếu người chơi gây nhiều đòn tổn hương diễn ra trong thời gian dài mà không gây thiệt hại làm cho thanh này có thể tụt trở lại level trước đó. Tuy vậy ngay cả nhân vật Renbu Rank 1 cũng có thể thực hiện tuyệt chiêu combo không điểm dừng vào quân địch. Nếu không mở khóa Renbu Ranks 3 và Infinite từ cây kỹ năng, người chơi chỉ có thể lên đến Renbu Rank 2 (ngoại trừ Rank Infinity tạm thời lấy được bằng cách thu thập một vật phẩm nào đó trên chiến trường). Thêm một sự bổ sung nữa chính là cây kỹ năng, giúp nhân vật đạt được Renbu Rank cao hơn, các loại tuyệt kỹ và nâng cao thuộc tính của chúng. Khi sự phát triển của cây kỹ năng dời từ trái sang phải, những thứ ở bên phải cây kỹ năng khó mở khóa hơn những thứ bên trái. Một thứ điển hình đó chính là Infinite Renbu nằm về phía bên phải xa nhất.
Các chiêu thức đặc biệt cho từng nhân vật phần lớn đã bị giảm bớt. Chỉ có những nhân vật trong Musou Mode mới nhận lại những chiêu thức cũ; phần còn lại trong mục Free Mode chỉ có những chiêu thức na ná các nhân vật trong Musou Mode characters với tính chất bị thay đổi (ngoại trừ trường hợp Tiểu Kiều là còn giữ lại chiêu thức cầm quạt của cô). Do việc bổ sung hệ thống Renbu, "vũ khí thứ tư" truyền thống từ các bản trước đây đã được gỡ bỏ với ba vũ khí bình thường không còn dựa trên chất lượng. Mỗi vũ khí thu được có chỉ số ngẫu nhiên và những hiệu ứng thực hiện và "hệ thống trọng lượng" từ phần trước được thay bằng danh mục vũ khí; Standard (kiểu mặc định), Strength (sức tấn công lớn hơn bằng thanh Renbu Gauge được lưu giữ trong một thời gian nhỏ hơn) và Skill (tốc độ ra đòn lớn hơn với lực đánh thấp). Bên cạnh hệ thống vũ khí mới ra, thì giờ đây người chơi có thể đỡ đòn từ bất kỳ hướng nào, ví dụ, nếu một nhân vật bị tấn công từ đằng sau khi đang đỡ đòn, họ sẽ xoay cơ thể mình cùng với vũ khí ra trước mặt để bảo vệ chống lại đòn tấn công của kẻ địch. Điều này giúp loại bỏ sự cần thiết phải nhanh chóng ngăn việc đỡ đòn, đổi hướng và bấm vào nút bảo vệ một lần nữa. Không giống như các bản trước đây, người chơi có thể tìm thấy ngựa bằng cách lấy yên ngựa bỏ ngẫu nhiên trong các hòm đồ hoặc từ các viên sĩ quan bị đánh đập. Số ngựa này có thể đạt được cấp bậc, kỹ năng, và một số thậm chí có thể biến thành ngựa Xích Thố huyền thoại, dù điều này khá là hiếm hoi.
Musou Token cho phép sử dụng Musou Rage đã được gỡ bỏ. Thay vì được thay thế bởi rớt vật phẩm Tome cho phép thi triển những tuyệt chiêu độc đáo. Có năm kiểu tấn công; Swift Attack (tăng chỉ số của người chơi), Volley (phóng tên), Fire (phun lửa), True Speed (tăng tốc độ của người chơi) và Rockfall (phóng những tảng đá khổng lồ từ trên cao). Các trận đối đầu có từ Dynasty Warriors 4 được đưa trở lại có chỉnh sửa đôi chút; thách đấu giờ đây diễn ra trên chiến trường và những người lính gần đó sẽ vây quanh hai đấu sĩ, và các bộ tướng khác có thể can hiệp vào vòng đấu diễn ra trong một đấu trường hiện diện bất cứ nơi đâu. Căn cứ địa trong game cũng có nhiều sửa đổi hơn trước; quy mô rộng lớn và có thêm các cổng mở cửa từ bên ngoài vào trong, người chơi phải đánh bại một viên tướng trấn giữ cổng thành mới vào được khu vực bên trong. Ngoài ra còn có thêm một đơn vị mang cấp bậc hạ sĩ giữ trọng trách canh phòng khu căn cứ. Đánh bại binh lính và hạ sĩ sẽ làm suy giảm sức đề kháng trong thành. Khi khả năng phòng thủ của căn cứ địa tụt xuống con số không thì coi như người chơi đã chiếm được thành. Tuy vậy, tiêu diệt một viên hạ sĩ có giá trị ngang với việc đánh bại 20 tên lính và khi đánh bại viên tướng trấn giữ sẽ tự động chiếm được thành. Nhà sản xuất đã bổ sung hai 'đổi mới' trong dòng game này chính là khả năng bơi lội và leo thang. Người chơi có thể tùy ý leo lên thành lũy của tòa lâu đài trong các màn như Trận Hổ Lao Quan, và chiếm lấy máy bắn tên và các toán 'vệ sĩ' của địch. Mối quan hệ đầu tiên gắn với những cải tiến dành cho AI của máy, cho phép chúng băng qua sông và các hào lũy khác để đánh phá căn cứ địa của người chơi hay đồng minh. Bơi lội giờ đây là một phần không thể thiếu được của những màn chơi chẳng hạn như Trận Phàn Thành.

## Nhân vật
Game có tổng cộng 41 nhân vật chơi được, một bước thụt lùi so với phần trước trong sê-ri, với 48 nhân vật chơi được. Bảy nhân vật bị loại bỏ là Đại Kiều (Da Qiao), Khương Duy (Jiang Wei), Mạnh Hoạch (Meng Huo), Bàng Đức (Pang De), Tinh Thái (Xing Cai), Chúc Dung (Zhu Rong) và Tả Từ (Zuo Ci). Khác với những dòng đề cập ngắn gọn trong các đoạn phim cắt cảnh và tiểu sử nhân vật, ít khi nào họ xuất hiện cùng lúc trong game. Không giống như các phiên bản trước đó thường có phần Musou Mode dành cho tất cả các nhân vật, chỉ có mười bảy nhân vật là có phần cốt truyện, trong khi số khác chỉ có thể chơi được trong phần Free Mode và phần Challenge Mode. Dynasty Warriors 6: Special thêm sáu nhân vật vào Musou Mode, trong khi bản chuyển thể PSP của trò chơi lại đưa thêm Mạnh Hoạch trở lại đội hình, nâng số nhân vật lên đến 42.
* Chỉ những nhân vật được thêm vào qua các bản mở rộng

Chữ đậm chỉ những nhân vật mặc định
| Thục (Shu)                  | Ngụy (Wei)                | Ngô (Wu)                           | Khác (Other)             |
| --------------------------- | ------------------------- | ---------------------------------- | ------------------------ |
| Quan Bình (Guan Ping)       | Tào Tháo (Cao Cao)        | Cam Ninh (Gan Ning)                | Điêu Thuyền (Diao Chan)  |
| Quan Vũ (Guan Yu)           | Tào Phi (Cao Pi)          | Hoàng Cái (Huang Gai)              | Đổng Trác (Dong Zhuo)    |
| Hoàng Trung (Huang Zhong)   | Tào Nhân (Cao Ren)        | Lăng Thống (Ling Tong)             | Lã Bố (Lu Bu)            |
| Lưu Bị (Liu Bei)            | Điển Vi (Dian Wei)        | Lã Mông (Lu Meng)                  | Mạnh Hoạch* (Meng Huo)   |
| Mã Siêu (Ma Chao)           | Tư Mã Ý (Sima Yi)         | Lục Tốn (Lu Xun)                   | Viên Thiệu (Yuan Shao)   |
| Bàng Thống (Pang Tong)      | Hạ Hầu Đôn (Xiahou Dun)   | Tôn Sách (Sun Ce)                  | Trương Giác (Zhang Jiao) |
| Ngụy Diên (Wei Yan)         | Hạ Hầu Uyên (Xiahou Yuan) | Tôn Kiên (Sun Jian)                |                          |
| Nguyệt Anh (Yue Ying)       | Từ Hoảng (Xu Huang)       | Tôn Quyền (Sun Quan)               |                          |
| Trương Phi (Zhang Fei)      | Hứa Chử (Xu Zhu)          | Tôn Thượng Hương (Sun Shang Xiang) |                          |
| Triệu Vân (Zhao Yun)        | Trương Cáp (Zhang He)     | Thái Sử Từ (Taishi Ci)             |                          |
| Gia Cát Lượng (Zhuge Liang) | Trương Liêu (Zhang Liao)  | Tiểu Kiều (Xiao Qiao)              |                          |
|                             | Chân Lạc (Zhen Ji)        | Chu Thái (Zhou Tai)                |                          |
|                             |                           | Chu Du (Zhou Yu)                   |                          |

## Đón nhận
Hai phiên bản Xbox 360 và PlayStation 3 của game nhận được những lời đánh giá "khác biệt" và bản PlayStation 2 thì nhận được những lời đánh giá "bất lợi", theo hệ thống tổng hợp kết quả đánh giá video game Metacritic. Tại Nhật Bản, Famitsu đã cho bản PlayStation 3 và Xbox 360 số điểm là một tám, một chín, và hai tám với tổng số 33/40. GameSpot đã đề cử Dynasty Warriors 6 giải 'phần tiếp theo được cải thiện ít nhất' trong buổi lễ trao giải năm 2008 của họ. Ryan Clements của IGN nói về bản 360, "Dynasty Warriors 6 chưa hẳn là một tựa game hay, và nó thực hiện thậm chí còn tồi tệ trên PS3 hơn cả 360 (ngay cả khi bạn chọn cài đặt dữ liệu game)." Anh còn lưu ý rằng "Dynasty Warriors 6 có một số thứ hay ho đáng để lưu tâm. Số lượng thăng cấp bạn có thể làm là khá ấn tượng và chiến dịch của từng nhân vật phải mất ít nhất một vài giờ để làm quen, cung cấp cho bạn khá nhiều nội dung (dù được lặp đi lặp lại)."

## Bản mở rộng

### Dynasty Warriors 6: Special
Dynasty Warriors 6 (Shin Sangoku Musou 5 Special tại Nhật Bản) được phát hành vào ngày 2 tháng 10 năm 2008 trên hệ máy PlayStation 2 tại Nhật Bản và ngày 17 tháng 11 năm 2008 tại Bắc Mỹ. Trong bản này còn bổ sung thêm mục chơi Musou Mode dành cho Mã Siêu, Nguyệt Anh, Tào Phi, Trương Cáp, Thái Sử Từ và Lăng Thống, và cả sáu nhân vật này đều được nhận các loại vũ khí và chiêu thức mới (chứ không phải là nhái theo). Ngoài ra còn có năm màn chơi mới được giới thiệu trong bản mở rộng. Thế nhưng nhà sản xuất đã bỏ mất phần bơi lội và đọ sức tay đôi. Đồ họa cũng được tinh giảm đáng kể và khiến cho game chạy chậm hẳn đi, rất có thể là do khả năng bộ nhớ.
Phiên bản này của trò chơi cũng đã được phát hành cho PlayStation Portable vào ngày 17 tháng 9 năm 2009. Có vẻ như trùng khớp với việc bao gồm cả Mạnh Hoạch trong bản mở rộng Empires, vốn chỉ được bổ sung thêm như một nhân vật Free Mode trong bản này.

### Dynasty Warriors 6: Empires
Dynasty Warriors 6: Empires được phát hành vào ngày 11 tháng 5 năm 2009 tại Nhật Bản, 23 tháng 6 năm 2009 tại khu vực Bắc Mỹ và ngày 26 tháng 6 ở châu Âu dành cho các hệ máy PlayStation 3 và Xbox 360. Giống như tất cả các bản mở rộng Empires khác, tiền đề cơ bản của trò chơi là để trở thành một nhà lãnh đạo nhằm chinh phục và cai quản toàn Trung Quốc. Tuy vậy, người chơi cũng có thể chỉ trở thành một Vagrant (kẻ lang thang nay đây mai đó) hoặc một chư hầu phục vụ một lãnh chúa, ngoài việc trở thành một nhà cai trị. Người chơi có thể rút khỏi bất kỳ phe phái nào vào bất cứ lúc nào, phản bội gia thần của họ, hoặc bỏ sang hàng ngũ phe khác. Người chơi cũng có thể kết nghĩa với các sĩ quan đồng liêu và kết hôn với những nhân vật khác.
Hệ thống thăng cấp (level-up) cho vũ khí tương tự như của Dynasty Warriors 4. Người chơi có thể trang bị các kỹ năng và khả năng khác nhau cho các loại vũ khí. Hệ thống Renbu còn được giữ lại, dù hiện nay chỉ đơn thuần là một yếu tố do vũ khí của nhân vật đó quyết định. Nhân vật Mạnh Hoạch ban đầu bị cắt ra khỏi bản gốc thì nay đã quay trở lại với vũ khí mới cũng như bảy màn chơi mới. Game cũng giữ tất cả những thay đổi nhân vật và màn chơi mới được độc quyền cho Dynasty Warriors 6: Special. Tùy chọn tạo nhân vật (Create Character) từ Dynasty Warriors 4 vẫn được giữ nguyên và có sự tân trang đáng kể; người chơi được tự do hơn trong việc tạo nhân vật và được phép tạo tối đa 100 nhân vật. Tuy vậy, phần Free Mode đã bị cắt bỏ trong bản này để nhường bước cho mục chơi khá lớn Empire Mode. Ngoài ra, game còn hỗ trợ gói nội dung tải về (Downloadable Content) chủ yếu bao gồm các bộ trang phục mới dành cho việc chỉnh sửa nhân vật và âm nhạc.
Dynasty Warriors 6: Empires nhận được những lời đánh giá "khác biệt" trên cả hai hệ máy theo website tổng hợp đánh giá video game Metacritic. Kevin VanOrd của GameSpot nói rằng "chiến đấu vẫn còn lặp đi lặp lại quá chừng," "hình ảnh vẫn còn xấu," và "các hiệu ứng âm thanh và lồng tiếng vẫn còn khủng khiếp." VanOrd tiếp tục nói về bản Empires, "Môi trường thì nhạt nhẽo và vô hồn, nước trông khủng khiếp, và mô hình nhân vật, trong khi rõ ràng là được nâng cấp từ Dynasty Warriors 5 Empires, vẫn còn sơ khai theo đúng những chuẩn mực ngày nay," và cho số điểm 5.5/10